# Schilbe banguelensis
Schilbe banguelensis es una especie de peces de la familia Schilbeidae en el orden de los Siluriformes.

## Morfología
• Los machos pueden llegar alcanzar los 59 cm de longitud total.

## Distribución geográfica
Se encuentran en África.